# 5372 Bikki
5372 Bikki (1987 WS) là một tiểu hành tinh vành đai chính được phát hiện ngày 29 tháng 11 năm 1987 bởi Endate và Watanabe ở Kitami.